# Jean Duvet
Jean Duvet (Langres, 1485 – Langres, 1562) è stato un incisore, orafo e medaglista francese.

## Biografia
Duvet ha come soprannome le maître à la licorne, perché rappresentò questo animale in molte composizioni.
Si sa molto poco di Duvet. Era un orafo e trascorse la maggior parte della sua vita a Langres e Digione e forse a Ginevra. Ci sono anche alcune prove che ha lavorato per i re Francesco II di Francia ed Enrico II di Francia.
Nulla è sopravvissuto della sua ricca produzione di orafo.
Come incisore ricevette l'influenza di Albrecht Dürer, ma seguì con attenzione anche lo stile di Andrea Mantegna, di Marcantonio Raimondi, di Domenico Campagnola.
Le prime incisioni ricordano i nielli fiorentini, come ad esempio nel Giudizio di Salomone (1519) e nell'Annunciazione (1520), mentre le opere successive, come San Sebastiano, Sepoltura di Gesù, Adamo ed Eva tutte del 1540, presentano maggiore originalità d'ispirazione.
Il suo stile e soggetto avevano radici nel Medioevo e nel manierismo fiorentino e nella sua fase matura prefigurò l'opera altamente carica della Francia del tardo XVI secolo. Dipinse opere religiose e mistiche in un'epoca in cui i suoi contemporanei erano prevalentemente interessati all'arte di corte.
L'opera più significativa di Duvet, da lui incisa direttamente sul rame, è costituita da 23 tavole dell'Apocalisse (1545-1556), tumultuose, fantastiche e di grande ricchezza inventiva.

## Opere
- Giudizio di Salomone (1519);
- Annunciazione (1520);
- San Sebastiano (1540);
- Sepoltura di Gesù (1540);
- Adamo ed Eva (1540).

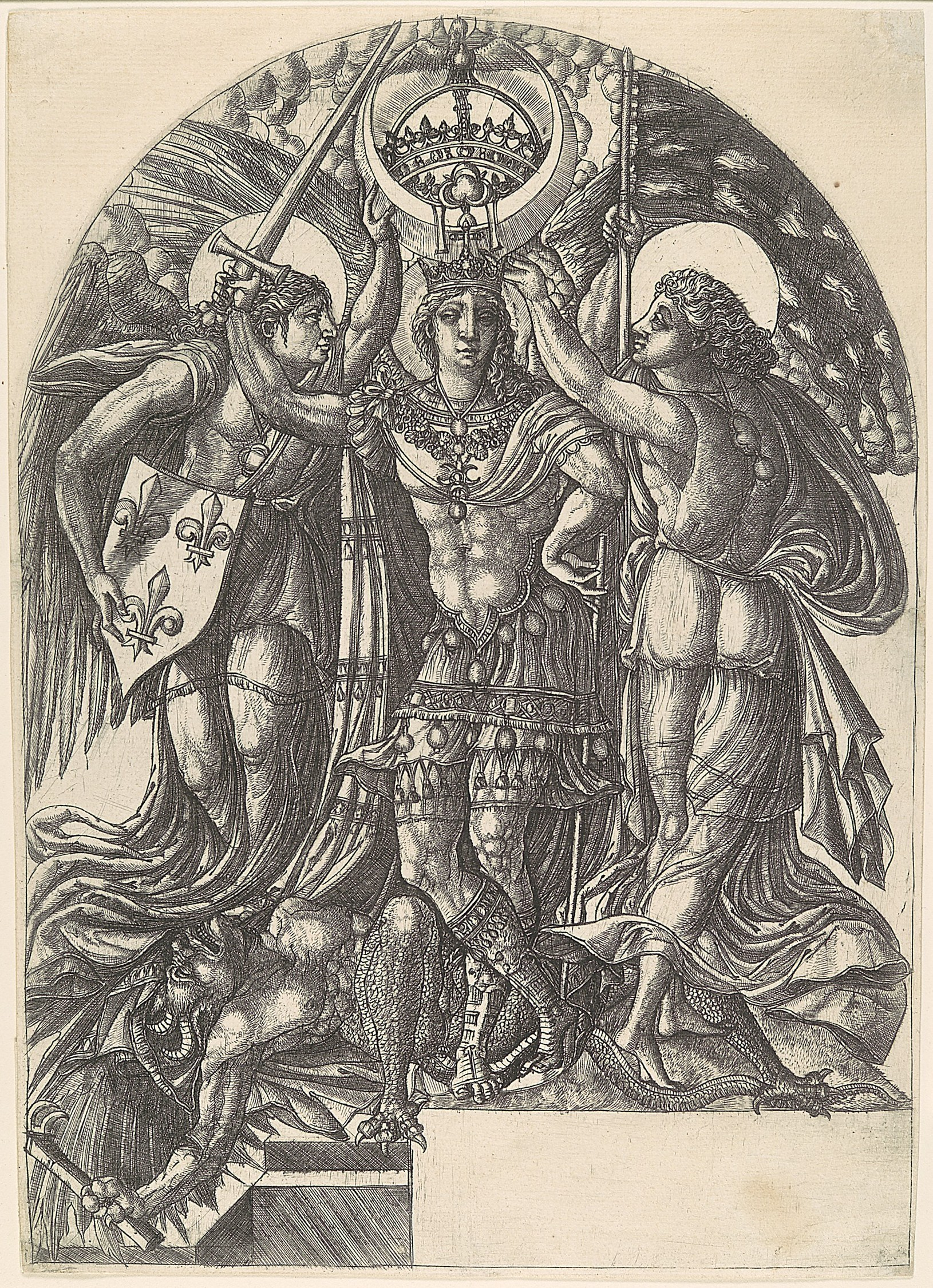
Enrico II, re di Francia (1548)
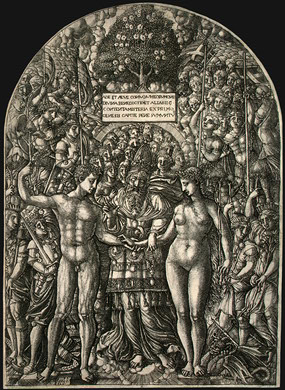
Adamo ed Eva (1540-1555)
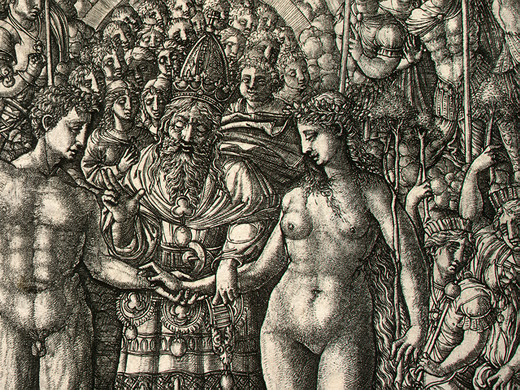
Adamo ed Eva (dettaglio)
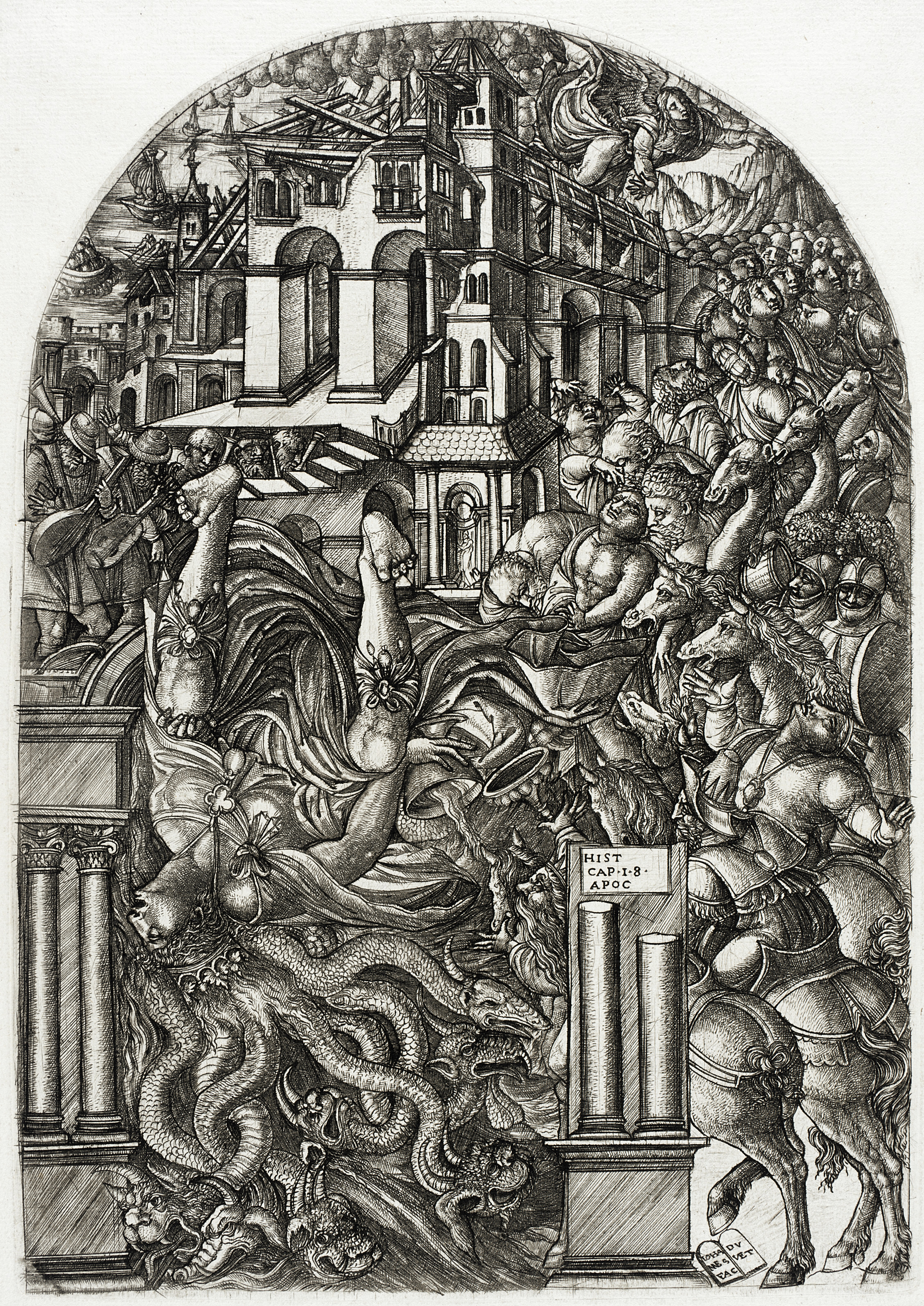
La caduta di Babilonia (Apocalisse, 1555)